# Typhlodromus malicolus
Typhlodromus malicolus är en spindeldjursart som beskrevs av Wainstein och Arutunjan 1967. Typhlodromus malicolus ingår i släktet Typhlodromus och familjen Phytoseiidae. Inga underarter finns listade i Catalogue of Life.